# Лонгинов, Михаил Николаевич
Михаи́л Никола́евич Лонги́нов (2 (14) ноября 1823, Санкт-Петербург — 23 января (4 февраля) 1875, Санкт-Петербург) — русский литератор, писатель, поэт, мемуарист, библиограф, историк литературы и одновременно видный государственный деятель, орловский губернатор в 1867—1871 годах и, затем, начальник главного управления по делам печати (в 1871—1874 годах). Тайный советник.
Михаил Лонгинов прошёл впечатляющий путь личного развития, чрезвычайно показательный для своей эпохи, благодаря чему — сам превратился в притчу, постоянный повод для писательских насмешек и легенду русской литературной жизни. Активный либерал и вольнодумец круга «Современника», закадычный приятель Некрасова, Тургенева и Дружинина, вдобавок, автор многих водевилей, «срамных стихов» и откровенно порнографических поэм, спустя всего двадцать лет он стал махровым консерватором, государственником и, заняв кресло «главного цензора» России, беспощадно вымарывал из произведений своих бывших коллег даже самые незаметные намёки на фривольность или свободомыслие.

## Биография
Родился в Санкт-Петербурге 2 (14) ноября 1823 года в семье видного чиновника, ставшего через три года после рождения сына статс-секретарём, Николая Михайловича Лонгинова. Будучи сыном крупного бюрократа с обширными связями в обществе, Михаил Лонгинов пошёл по стопам отца — и впоследствии сам занял весьма заметное место в бюрократической среде времён императора Александра II.
Учился и воспитывался Михаил Лонгинов сначала в Царскосельском лицее, по окончании которого поступил на юридический факультет Императорского Санкт-Петербургского университета, где учился неважно и вёл весьма свободный, богемный образ жизни. Тем не менее в 1843 году он окончил обучение с низшим званием действительного студента, и при содействии отца сразу же определился на службу в комиссариат. Дальнейшая карьера Михаила Лонгинова развивалась довольно гладко. В 1846 году он был откомандирован в Симферополь для инспектирования состояния местной провиантской комиссии, а в 1849 году направлен в Саратов для контроля за поставкою провианта для Кавказской армии, где пробыл весьма краткое время. В том же году он перевёлся на службу в департамент духовных дел по иностранным исповеданиям, а в 1854 году перешёл в канцелярию чиновником при Московском военном генерал-губернаторе Закревском.
При этом обширные связи отца и собственные знакомства позволяли Лонгинову не особенно надрываться по службе и распорядок иметь весьма свободный. Довольно часто он имел возможность отлучаться из Москвы в столицу на весьма продолжительное время. Именно концом 1840-х годов датируется его сближение с кругом «Современника», более всего с Некрасовым, Тургеневым, Дружининым и Панаевым. Отойдёт Лонгинов от журнала примерно в 1857 году, не приняв проводимых Чернышевским и Добролюбовым радикальных идей и не разделяя новых принципов «реальной критики». Судя по всему, отход от прежнего круга общения сопровождался у Лонгинова личной обидой и резким пересмотром прежних взглядов. Спустя всего четыре года он выступает с резкими нападками на новых вождей «Современника» в своей ярко полемической статье «Белинский и его лже-ученики» (журнал «Русский вестник», № 6 за 1861 год). Следующие пять лет, в 1859—1864 годах, Михаил Лонгинов замещал должность секретаря Общества любителей российской словесности при Московском университете. В это время, когда только начинались большие реформы Александра II, Лонгинов по воспоминаниям Николая Гилярова-Платонова, был большим либералом, всячески «выставлял себя самым ярым защитником свободного слова и самым резким порицателем цензурного учреждения».

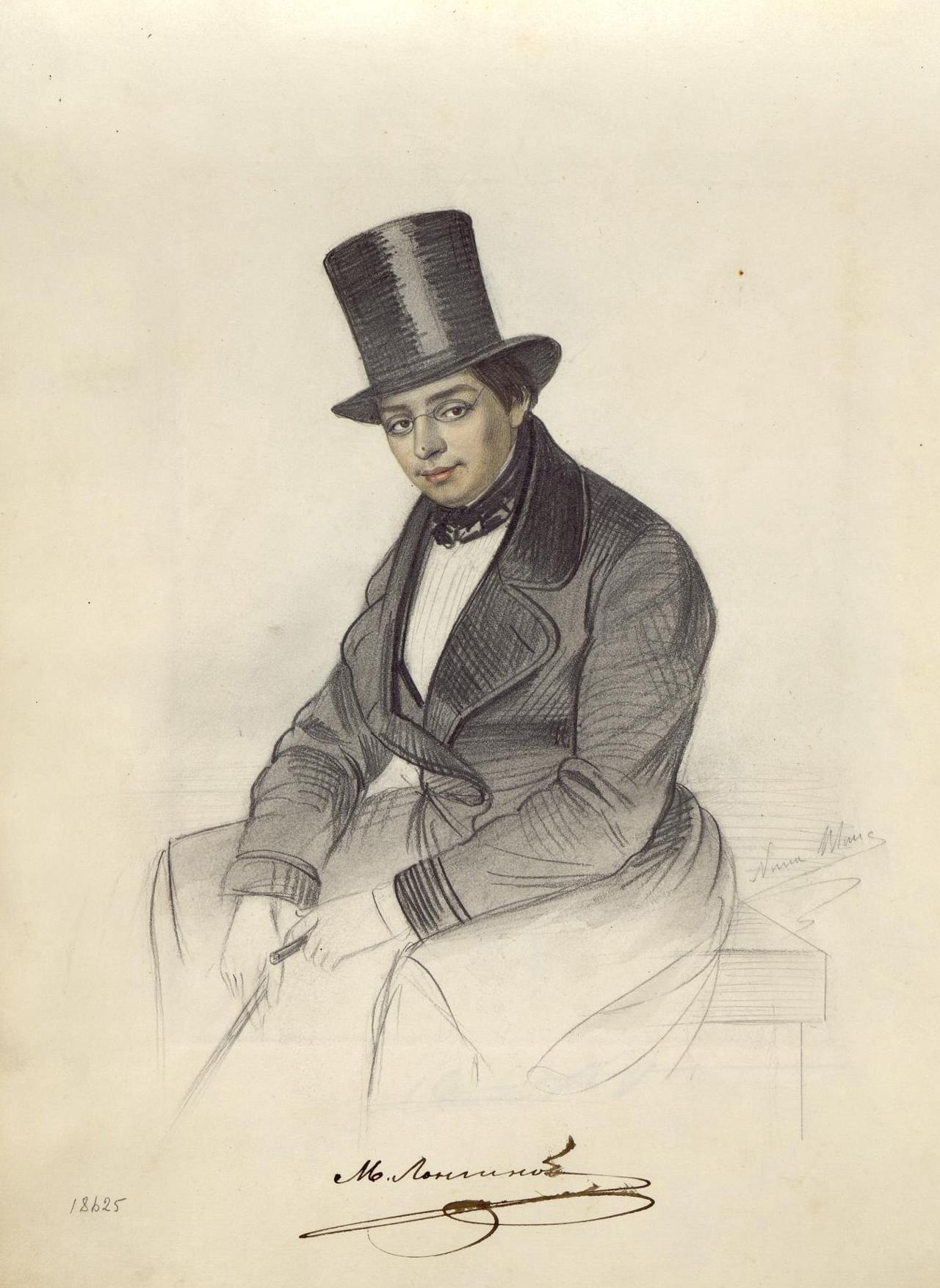
Портрет 1846 г.

В 1865 году Михаил Лонгинов получил назначение состоять ответственным членом от правительства в Тульском губернском присутствии по крестьянским делам, а уже в следующем году — Крапивенским уездным предводителем дворянства, но в этой должности он состоял всего три месяца, после чего перевёлся на службу в министерство внутренних дел. Однако и там пробыл лишь немногим больше. В 1867 году карьера Михаила Лонгинова вступила в свою наивысшую фазу. По протекции своих столичных друзей он получил неожиданно высокое назначение орловским губернатором и в этой должности оставался до 1871 года.
В 1871 году он занял последний и высший пост в своей карьере. Его перевели в Санкт-Петербург, где он получил назначение на должность начальника Главного управления по делам печати (или Главного цензора России). Этот пост Лонгинов занимал до самой своей смерти и заслужил на нём своеобразную и громкую славу как в среде чиновников, так и своих бывших друзей и коллег по литературному труду. Либерально настроенный в молодости, уже в 1860-е годы Лонгинов перешёл на ярко выраженные реакционные позиции, которые не замедлили в полной мере проявиться на посту Главного цензора. Тот же Николай Гиляров-Платонов с удивлением отмечал, что Лонгинова словно подменили, его было не узнать, до такой степени «он озлоблением дышал против печати, видел в ней как бы личного врага». Именно Лонгинов выступил главным инициатором и создателем новых цензурных правил от 31 мая 1872 года, сильно дополнивших «слишком либеральный» закон о печати от 6 апреля 1865 года в сторону стеснения положения печати и существенного расширения полномочий министерства внутренних дел в этой области.
Временами деятельность Лонгинова на своём посту отличалась крайней раздражительностью, порой доходившей до фанатической нетерпимости к инакомыслию: так например, он собирался наложить запрет даже на издание русского перевода «Происхождения видов» Чарлза Дарвина. Именно по этому поводу Алексей Толстой написал (в стихах) язвительное «Послание к M. H. Лонгинову о дарвинисме», довольно широко распространившееся в списках и копиях. Несомненно, что большинство литераторов воспринимали «ценсорство» срамного поэта Лонгинова, как нечто анекдотическое и несерьёзное, чем только многократно усиливали его раздражение и репрессии. Весьма забавным в один голос находили также и довольно комическое несоответствие добродушной, почти детской внешности Лонгинова и той несусветной строгости, которую он напустил на себя и всех окружающих. Показателен с этой точки зрения самый стиль толстовского «Послания» — нарочито сниженный, фамильярный и почти нецензурный, начинающийся следующим прямым обращением к начальнику Главного управления при Министерстве внутренних дел Российской империи по делам печати:
«Ты ль это, муза? Что с тобою?

Ты вся в слезах? Ты где была?»

— «Увы! гонимая судьбою,

Я ночь в участке провела!

Меня к допросу притянули,

Корили дерзостью идей,

Свободой слова попрекнули

И чуть не высекли, ей-ей!

В тюрьму грозилися упрятать,

И дело тем порешено,

Что мне не только что печатать,

Но и писать запрещено…»

— «Трудненько жить литературе!

Да и кому ж теперь легко?

У нас подвержены цензуре —

В сосцах кормилиц молоко,

И лепет колкого народа,

И пылкой юности мечты,

И честь, и совесть, и свобода,

И песен пёстрые цветы!

У нас, в видах на помощь божью,

Живая речь запрещена

И между истиной и ложью

Стоит цензурная стена

Да лес штыков непроходимый…

Какого ждать уж тут добра?

Да ты куда?»

— «Прощай, родимый!

Пойду проситься в цензора».

П. Шумахер, 1879 г.
Правда ль это, что я слышу?

Молвят о́вамо и се́мо:

Огорчает очень Мишу

Будто Дарвина система?

 Полно, Миша! Ты не сетуй!

 Без хвоста твоя ведь ж…,

 Так тебе обиды нету

 В том, что было до потопа…
Несмотря на то, что Михаил Лонгинов находился (почти буквально) на посту главного цензора России всего четыре года, имя его стало притчей во языцех как в среде пишущих авторов, так и более широких кругах российской интеллигенции. Все эти годы его сопровождала не только репутация «чудовища» и «тирана», но и более чем двусмысленная слава «автора замечательных по форме, но отвратительных по своему цинизму стихов». Не случайно, когда спустя восемь лет, в 1883 году на тот же самый пост Главного цензора назначили известного литератора Евгения Феоктистова, прошедшего почти подобный путь от либерала круга «Современника» до самого махрового консерватора и охранителя, в нём дружно признали «призрак Лонгинова». И призрак не замедлил с лихвой оправдать присвоенное ему высокое звание, нисколько не тяготясь славой своего предшественника. В своей известной книге воспоминаний под красноречивым названием «За кулисами политики и литературы», Феоктистов охарактеризовал Михаила Лонгинова всего в нескольких словах, как великолепного сочинителя непристойной литературы, которая «своим содержанием могла бы возбудить острую зависть даже в Баркове».

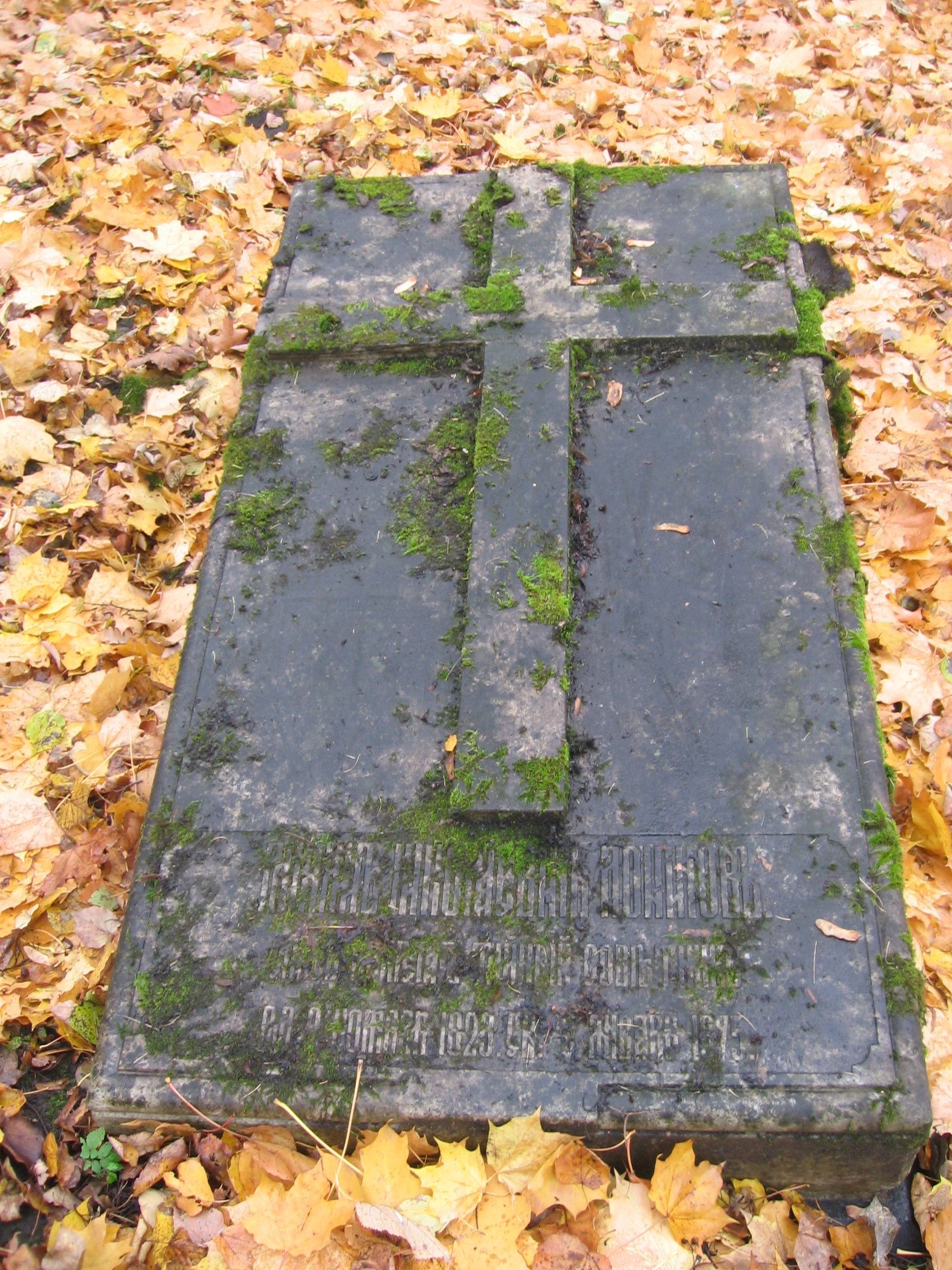
С-Петербург. Надгробие Лонгинова на Литераторских мостках в заброшенном состоянии

После четырёх лет пребывания на посту Главного цензора 23 января (4 февраля) 1875 года Михаил Николаевич Лонгинов скончался, едва перешагнув возраст 51 года. Был похоронен на Тихвинском кладбище; в 1936 году его прах был перенесён на Литераторские мостки.
Его смерть была воспринята в кругах литераторов с подлинным облегчением, почти как «ещё одно освобождение», многие авторы и сочувствующие даже не трудились скрывать своей радости. Эти настроения лучше всяких описаний иллюстрируют многие десятки эпиграмм и эпитафий известных поэтов, написанных «вослед тирану». Вот только одна из них, сочинённая известным русским поэтом и сатириком Дмитрием Минаевым:

 Стяжав барковский ореол,

 Поборник лжи и вестник мрака,

 В литературе — раком шёл

 И умер сам — от рака.

## Литературные работы
Ещё в раннем детстве Михаил Лонгинов был очень живым, развитым ребёнком и производил на окружающих впечатление вундеркинда. Склонность к писаниям он обнаружил в себе очень рано: ещё будучи восьми лет от роду, он сочинил некую повесть под заглавием: «Наездники», которая в том же году была издана его отцом в количестве 50 экземпляров (СПб., 1831 год). Когда в конце 1830-х годов стал выходить энциклопедический лексикон Плюшара, пятнадцатилетний Михаил Лонгинов принял в нём живое участие, специально написав для него несколько статей (в XV—XVI тома).
В 1850-х годах Михаил Лонгинов под псевдонимом «Скорбный поэт» публиковал в «Современнике» короткие стихотворения, в те же годы он написал вторую свою повесть «Широкая натура». Большинство сочинённых Лонгиновым порнографических поэм и стихов не только датировано пятидесятыми годами, но и напрямую связана с его друзьями, известнейшими поэтами и писателями круга «Современника». Так, поэма «Бордельный мальчик» посвящена Ивану Панаеву, «Свадьба поэта» имеет в качестве мишени Нестора Кукольника и написана в диалоге с Некрасовым, а известный «Ответ Лонгинова Тургеневу» говорит сам за себя. Широко распространённые в списках и изданные двадцатью годами позднее в Карлсруэ неким «неизвестным доброжелателем» (когда их автор уже находился на посту главного цензора России), срамные стихи составили основную прижизненную славу Лонгинова. Он достойно продолжил эту весьма особую линию русской словесности и подхватил славные традиции Баркова, Пушкина, Лермонтова и своих близких «современников», Некрасова и Тургенева. Можно сказать, что среди русской поэзии второй половины XIX века Михаил Лонгинов в срамном жанре по лёгкости языка и объёму творческого наследия уступал только знаменитому специалисту в своём роде, Петру Шумахеру.

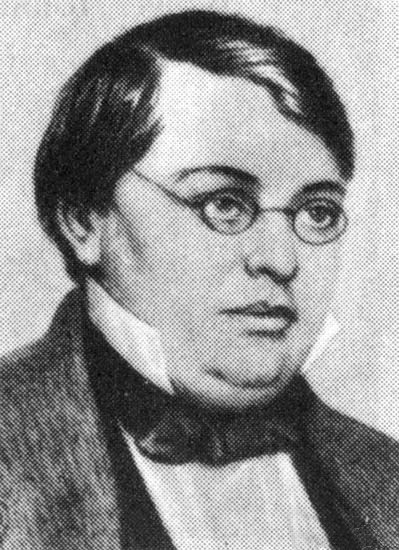
Михаил Лонгинов, известный литератор и библиограф (около 1855).

Будучи страстным театралом и постоянным любителем как сцены, так и кулис, Михаил Лонгинов приложил свои литературные способности также и в этой области изящного слова. Так, в соавторстве с К. А. Тарановским он перевёл для сцены несколько французских комедий и водевилей, например, «Всех цветочков боле розу я любил», «Быть бычку на верёвочке!» (1858 год) и среди прочих, даже одну мелодраму — «Испанский Дворянин» (1858). Особого упоминания заслуживает тот факт, что почти все свои пьесы Лонгинов написал, будучи чиновником канцелярии при Московском военном генерал-губернаторе.
Как яркий и вдумчивый библиограф Михаил Лонгинов впервые проявился в те же годы. Его интересы касались в основном тонких подробностей истории русской литературы и масонства XVIII и начала XIX века. В 1856 году, всё в том же журнале «Современник» Лонгинов опубликовал свои первые «Библиографические заметки» о русских писателях XVIII и XIX веков. Чаще всего он интересовался и посвящал свои труды малоизвестным писателям этой эпохи. Так, в 1856—1857 годах Лонгинов написал для «Современника» целый ряд статей и рецензий, в которых раскопал для интересующегося читателя малоизвестные обстоятельства жизни и творчества таких «раритетных» писателей, как Хераскова, Новикова, Фонвизина, Радищева, Дельвига и многих других. После разрыва с «Современником», Михаил Лонгинов продолжал публиковать свои литературно-биографические разыскания в «Русском Вестнике» (1857—1860 года), затем, с момента его основания — в «Русском Архиве» (1863—1865 год), где опубликовал целую серию статей под названием «Биографические разыскания» о разных писателях XVIII и XIX веков и, наконец, в «Русской Старине» — также с момента её основания, в 1870 году, где продолжил прежнюю серию статей под заглавием «Биографические сведения о некоторых русских писателях XVIII века». Также в «Русской старине» вышли в свет и несколько исторических статей Лонгинова (в эти годы он занимал пост орловского губернатора). И в каждой из публикаций Лонгинова всегда имелась какая-либо изюминка, новая деталь, он всякий раз раскапывал нечто новое, ранее неизвестное и с удовольствием предавал огласке найденные им в архивах ценные материалы. В частности, он разыскал и опубликовал массу материалов для полного собрания сочинений многих русских писателей: графа Фёдора Ростопчина, баснописца Ивана Крылова, князя Ивана Долгорукова, поэтов Михаила Милонова и Евгения Баратынского, а также многих других.
Особенная заслуга Михаила Лонгинова состояла в том, что он первый разыскал и упомянул о забытых произведениях писателей, о которых до тех пор почти не было известно и не говорилось в печати. В качестве примеров подобного рода можно привести его статьи: «Новые подробности для биографии Новикова и Шварца» («Русский Вестник», 1857—1859, статья вышла отдельно и выдержала три издания), «А. А. Петров и переведённый им хризомандер» («Сборник литературных статей, посвящённых памяти А. Ф. Смирдина», том IV, 1859 год), «Княжна Тараканова» (том 23), «Я. Б. Княжнин и его трагедия Вадим» («Русский Вестник», 1860). Две детальные статьи в «Русском Вестнике» Лонгинов посвятил графу Сперанскому, опередив таким образом обширный труд барона М. А. Корфа, вышедший в 1861 году. Как видно из статей о Новикове и Шварце, Лонгинова также интересовали исследования российского масонства, где он также явился одним из пионеров. Кроме нескольких персональных статей, он посвятил этому вопросу самый крупный свой труд: «Новиков и московские мартинисты», вышедший отдельным изданием в Москве, в 1867 году. Эта книга Михаила Лонгинова на долгие годы стала образцовым сборником тщательно проверенных сведений о русской литературе и масонстве конца XVIII века. Библиографические работы Лонгинова не несли в себе какой-либо стройной методологии или системы, но они и по сей день сохраняют ценность как собрание подробного и редкого фактического материала. В этом смысле Михаила Лонгинова можно считать научным предшественником Леонида Майкова, Владимира Саитова, Бориса Модзалевского и других культурных «микрологистов», понимавших историю литературы как сумму подробных биографических и библиографических очерков.
Для окончательной характеристики Лонгинова как библиографа и цензора можно привести следующие слова из письма князя Петра Вяземского, прямо и от первого лица обращённые к нему:

Вы отец и командир всей пишущей, грамотной и полуграмотной братии нашей, как строевой и наличной, так и бессрочноотпускной и инвалидной. Вы не только начальник главного управления по делам печати живой и нынешней, но и мёртвой, вчерашней, третьегоднешней и едва ли не допотопной. Трудолюбивый, неутомимый изыскатель по русской части биографической и библиографической, вы всё прочуяли, переведали, пересмотрели, до всего добрались и продолжаете добираться. От ваших истинно цензорских, то есть сотенных аргусов глаз, ничто печатное доныне, и чуть ли не всё писанное, не ускользнуло. Всеведение и память ваша изумительны.

Отдельной ценностью обладает также и Лонгинов-мемуарист. Будучи хорошо знакомым с целым рядом русских литераторов первой величины, он не преминул оставить о них свои воспоминания, написанные живым и острым языком. Первым такого рода произведением оказалась его статья, опубликованная в 1854 году в том же «Современнике» под названием «Воспоминание о Гоголе», написанное спустя два года после его смерти. Отец Михаила в 1831 году нанял для него и двоих его старших братьев домашнего учителя словесности. Этим учителем оказался Николай Гоголь, рекомендованный Лонгинову-старшему Жуковским и Плетнёвым. Яркие воспоминания, лишённые всякой сентиментальности, выспренности или детской примитивности разительно отличаются от большинства произведений подобного жанра:

Первое впечатление, произведённое им на нас, мальчиков от девяти до тринадцати лет, было довольно выгодно, потому что в добродушной физиономии нового нашего учителя, не лишённой, впрочем, какой-то насмешливости, не нашли мы и тени педантизма, угрюмости и взыскательности, которые считаются часто принадлежностию звания наставника. Не могу скрыть, что, с другой стороны, одно чувство приличия, может быть, удержало нас от порыва свойственной нашему возрасту смешливости, которую должна была возбудить в нас наружность Гоголя. Небольшой рост, худой и искривлённый нос, кривые ноги, хохолок волосов на голове, не отличавшейся вообще изяществом причёски, отрывистая речь, беспрестанно прерываемая лёгким носовым звуком, подёргивающим лицо, — всё это прежде всего бросалось в глаза. Прибавьте к этому костюм, составленный из резких противоположностей щёгольства и неряшества, — вот каков был Гоголь в молодости.
Двойная фамилия учителя Гоголь-Яновский, как обыкновенно бывает в подобных случаях, затруднила нас вначале; почему-то нам казалось сподручнее называть его господином Яновским, а не господином Гоголем; но он сильно протестовал против этого с первого раза.
— Зачем называете вы меня Яновским? — сказал он. — Моя фамилия Гоголь, а Яновский только так, прибавка; её поляки выдумали.
— (Михаил Лонгинов. Воспоминание о Гоголе).
Ещё большую ценность представляют заметки Лонгинова о Лермонтове, с которым он был знаком не только в детском возрасте, но общался почти десять лет и краткое время даже был весьма дружен. К сожалению, эти воспоминания, написанные в последний год перед смертью Михаила Лонгинова, отрывочны и не носят законченного характера. Они так и называются: «Заметки о Лермонтове» и по своей структуре похожи на разрозненные листки из записной книжки. Тем не менее, в них содержится масса малоизвестных фактов и весьма живых подробностей, не ускользнувших от взгляда Михаила Лонгинова.

Лермонтов был очень плохой служака, в смысле фронтовика и исполнителя всех мелочных подробностей в обмундировании и исполнений обязанностей тогдашнего гвардейского офицера. Он частенько сиживал в Царском Селе на гауптвахте, где я его иногда навещал. Между прочим, помню, как однажды он жестоко приставал к арестованному вместе с ним лейб-гусару покойному Владимиру Дмитриевичу Бакаеву (умер в 1871 году). Весною 1839 года Лермонтов явился к разводу с маленькою, чуть-чуть не игрушечною детскою саблею при боку, несмотря на присутствие великого князя Михаила Павловича, который тут же арестовал его за это, велел снять с него эту саблю и дал поиграть ею маленьким великим князьям Николаю и Михаилу Николаевичам, которых привели смотреть на развод.
— (Михаил Лонгинов. Заметки о Лермонтове).

## Избранные сочинения

Книга Лонгинова, репринтное издание 2007 года.

- В середине 1850-х годов Михаил Лонгинов занимался активным розыском редких и неизданных материалов Пушкина. В этом деле ему помогали друзья поэта: С. А. Соболевский, П. Я. Чаадаев, В. А. Жуковский и П. А. Вяземский. В результате Михаил Лонгинов составил сборник произведений Пушкина, не вошедших в первое собрание сочинений издания П. В. Анненкова. Свою работу Лонгинов снабдил подробными и живыми примечаниями (неизданная рукопись хранится в рукописном отделе Российской государственной библиотеки)[4].
- Под редакцией Лонгинова были опубликованы два сборника: «Письма Карамзина к А. Ф. Малиновскому» и «Письма Грибоедова к С. Н. Бегичеву» (Москва, 1860 год)[3].
- Лонгинов написал несколько исторических трудов, богатых редкими и ранее неизвестными документами. Вот некоторые из них:

- «Драматические сочинения Екатерины II» (Москва, 1857 год);
- «Неизданные материалы для истории царствования Екатерины Великой» (Москва, 1858 год);
- «Покойный граф Д. Н. Блудов» (Москва, 1864 год);
- «Абрам Петрович Ганнибал» // Русский архив, 1864. — Вып. 2. — Стб. 180—191. Архивная копия от 27 декабря 2013 на Wayback Machine
- «Заметка о княжне Таракановой. П поводу картины г. Флавицкого» // Русский архив, 1865. — Изд. 2-е. — М., 1866. — Стб. 651—656. Архивная копия от 13 января 2012 на Wayback Machine
- «Заметки о Чернышёвых» // Русский архив, 1865. — Изд. 2-е. — М., 1866. — Стб. 1004—1009.
- «Известие о Записках князя Ивана Михайловича Долгорукого» // Русский архив, 1865. — Изд. 2-е. — М., 1866. — Стб. 964—968.
- «Хронология некоторых стихотворений князя Ивана Михайловича Долгорукова» // Русский архив, 1865. — Изд. 2-е. — М., 1866. — Стб. 968—971.
- «Несколько известий о Пензенском помещике Струйском» // Русский архив, 1865. — Изд. 2-е. — М., 1866. — Стб. 958—964.
- «Материалы для биографии и полного собрания сочинений графа Фёдора Васильевича Ростопчина» // Русский архив, 1868. — Изд. 2-е. — М., 1869. — Стб. 851—859.
- «Эпизод из жизни П. Я. Чаадаева. (1820 года)» // Русский архив, 1868. — Изд. 2-е. — М., 1869. — Стб. 1317—1328.
- «Добавление к статье: Несколько известий о первых пособниках Екатерины Великой» // Русский архив, 1870. — Изд. 2-е. — М., 1871. — Стб.965-969.
- «Несколько заметок для истории русского театра и для биографии некоторых старинных русских актёров» // Русский архив, 1870. — Изд. 2-е. — М., 1871. — Стб. 1348—1366.
- «Несколько замечаний о письмах Екатерины II к княгине Черкасской (Левшиной)» // Русский архив, 1870. — Изд. 2-е. — М., 1871. — Стб. 687—694.
- «По поводу статьи Греча о Плюшаре и об Энциклопедическом лексиконе» // Русский архив, 1870. — Изд. 2-е. — М., 1871. — Стб. 1940—1942.
- «Управление русскими театрами в Петербурге и Москве» // Русский архив, 1870. — Изд. 2-е. — М., 1871. — Стб. 1551—1558.
- «Материалы для издания полного собрания сочинений и переводов Жуковского» // Русский архив, 1870. — Изд. 2-е. — М., 1871. — Стб. 695—710.
- «Русский театр в Петербурге и Москве» (1873 год, XXIII том «Записок Императорской Академии Наук»).
- «М. Ю. Лермонтов. Заметки о Лермонтове и о некоторых его современниках» // Русская старина, 1873. — Т. 7. — № 3. — С. 380—392.
- «О петербургских дворцах XVIII века» (Москва, 1873 год)
- «Ф. Н. Обер. Из петербургских воспоминаний 1840-х гг.» // Русская старина, 1874. — Т. 11. — № 11. — С. 550—557..

- Лонгинов, Михаил Николаевич. Новиков и московские мартинисты. — Москва: тип. Грачёва и К°, 1867.

«Новиков и московские мартинисты» — наиболее крупный труд Лонгинова, посвящённый его излюбленной теме русского масонства. И хотя принципиальное понимание масонства в последней книге узко, а порою даже превратно, но фактический материал очень богат и складывается в широкую картину общественной жизни при Екатерине II. Кроме того, в приложениях напечатаны многие немаловажные документы.
- Издание наиболее полного собрания сочинений Михаила Лонгинова предпринято в 1915 году (Москва), Л. Э. Бухгеймом, под редакцией П. К. Симони.